# Kanton Bièvre
Der Kanton Bièvre ist seit 2015 ein französischer Wahlkreis im Arrondissement Vienne, im Département Isère und in der Region Auvergne-Rhône-Alpes. Hauptort ist La Côte-Saint-André. 

## Gemeinden
Der Kanton besteht aus 44 Gemeinden mit insgesamt 45.823 Einwohnern (Stand: 2022) auf einer Gesamtfläche von 627,82 km²:
| Gemeinde                      | Einwohner 1. Januar 2022 | Fläche km² | Dichte Einw./km² | Code INSEE | Postleitzahl |
| ----------------------------- | ------------------------ | ---------- | ---------------- | ---------- | ------------ |
| Beaufort                      | 576                      | 8,69       | 66               | 38032      | 38270        |
| Beauvoir-de-Marc              | 1.103                    | 11,27      | 98               | 38035      | 38440        |
| Bossieu                       | 327                      | 13,48      | 24               | 38049      | 38260        |
| Bressieux                     | 91                       | 0,89       | 102              | 38056      | 38870        |
| Brézins                       | 2.282                    | 8,26       | 276              | 38058      | 38590        |
| Brion                         | 142                      | 3,94       | 36               | 38060      | 38590        |
| Champier                      | 1.583                    | 14,43      | 110              | 38069      | 38260        |
| Châtenay                      | 432                      | 4,62       | 94               | 38093      | 38980        |
| Châtonnay                     | 1.958                    | 31,84      | 61               | 38094      | 38440        |
| Faramans                      | 1.148                    | 10,79      | 106              | 38161      | 38260        |
| Gillonnay                     | 1.020                    | 14,29      | 71               | 38180      | 38260        |
| La Côte-Saint-André           | 4.793                    | 27,93      | 172              | 38130      | 38260        |
| La Forteresse                 | 337                      | 9,22       | 37               | 38171      | 38590        |
| La Frette                     | 1.092                    | 11,80      | 93               | 38174      | 38260        |
| Lentiol                       | 247                      | 7,60       | 33               | 38209      | 38270        |
| Lieudieu                      | 347                      | 5,94       | 58               | 38211      | 38440        |
| Marcilloles                   | 1.186                    | 9,50       | 125              | 38218      | 38260        |
| Marcollin                     | 613                      | 10,69      | 57               | 38219      | 38270        |
| Marnans                       | 132                      | 6,60       | 20               | 38221      | 38980        |
| Meyssiez                      | 665                      | 13,88      | 48               | 38232      | 38440        |
| Montfalcon                    | 131                      | 5,82       | 23               | 38255      | 38940        |
| Mottier                       | 843                      | 10,72      | 79               | 38267      | 38260        |
| Ornacieux-Balbins             | 878                      | 12,15      | 72               | 38284      | 38260        |
| Pajay                         | 1.052                    | 14,32      | 73               | 38291      | 38260        |
| Penol                         | 377                      | 12,16      | 31               | 38300      | 38260        |
| Plan                          | 296                      | 6,10       | 49               | 38308      | 38590        |
| Porte-des-Bonnevaux           | 2.085                    | 43,88      | 48               | 38479      | 38260        |
| Royas                         | 410                      | 5,48       | 75               | 38346      | 38440        |
| Roybon                        | 1.103                    | 67,31      | 16               | 38347      | 38940        |
| Saint-Clair-sur-Galaure       | 261                      | 15,30      | 17               | 38379      | 38940        |
| Saint-Étienne-de-Saint-Geoirs | 3.352                    | 18,62      | 180              | 38384      | 38590        |
| Saint-Geoirs                  | 487                      | 6,93       | 70               | 38387      | 38590        |
| Saint-Hilaire-de-la-Côte      | 1.598                    | 13,75      | 116              | 38393      | 38260        |
| Saint-Michel-de-Saint-Geoirs  | 290                      | 7,14       | 41               | 38427      | 38590        |
| Saint-Paul-d’Izeaux           | 303                      | 7,63       | 40               | 38437      | 38140        |
| Saint-Pierre-de-Bressieux     | 778                      | 23,08      | 34               | 38440      | 38870        |
| Saint-Siméon-de-Bressieux     | 3.107                    | 18,79      | 165              | 38457      | 38870        |
| Sainte-Anne-sur-Gervonde      | 757                      | 7,67       | 99               | 38358      | 38440        |
| Sardieu                       | 1.184                    | 11,20      | 106              | 38473      | 38260        |
| Savas-Mépin                   | 879                      | 10,43      | 84               | 38476      | 38440        |
| Sillans                       | 1.923                    | 12,61      | 152              | 38490      | 38590        |
| Thodure                       | 789                      | 14,43      | 55               | 38505      | 38260        |
| Villeneuve-de-Marc            | 1.162                    | 26,18      | 44               | 38555      | 38440        |
| Viriville                     | 1.704                    | 30,46      | 56               | 38561      | 38980        |
| Kanton Bièvre                 | 45.823                   | 627,82     | 73               | 3801       | –            |

## Veränderungen im Gemeindebestand seit der landesweiten Neuordnung der Kantone
2019:
- Fusion Balbins und Ornacieux → Ornacieux-Balbins
- Fusion Arzay, Commelle, Nantoin und Semons → Porte-des-Bonnevaux